# Theodor von Holst

Theodor von Holst (Selbstporträt, 1827)

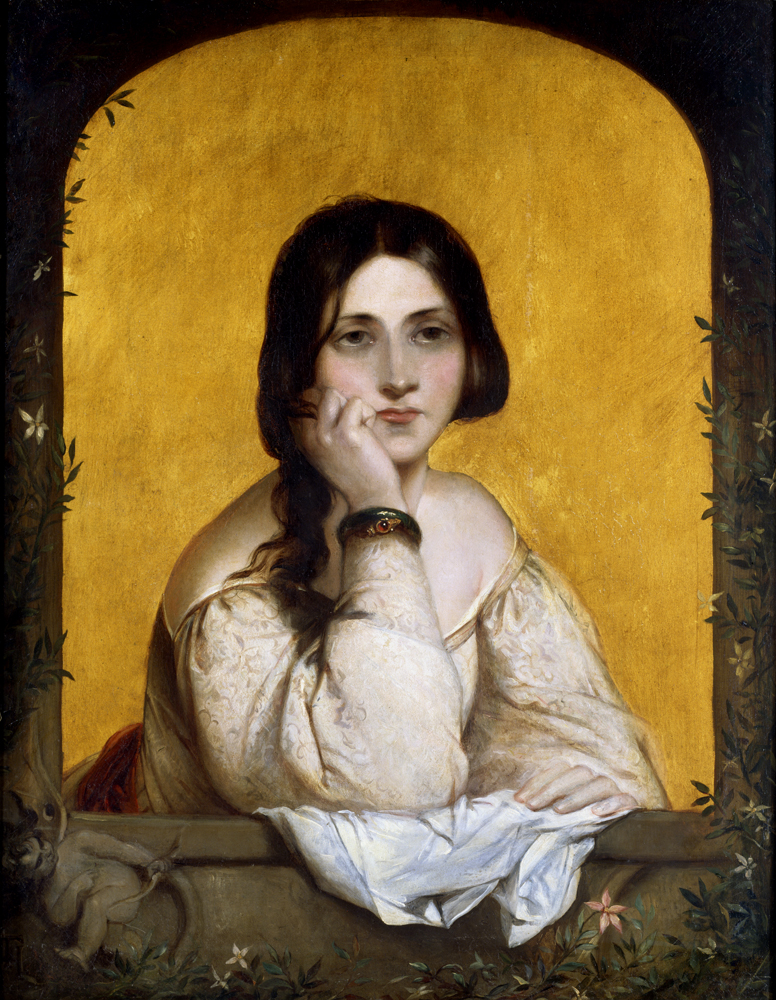
The Bride von 1842

Theodor Richard Edward von Holst (* 3. September 1810 in London; † 14. Februar 1844 ebenda) war ein Vertreter der romantischen Malerei in England.
Er war ein Schüler von Henry Fuseli und besuchte die Royal Academy of Arts. Der Maler und Dichter Dante Gabriel Rossetti sah ihn als Vorläufer der Präraffaeliten. Im Jahre 1841 heiratete er Amelia Thomasina Symmes Villard. 1844 starb er an einer Erkrankung der Leber. Der Komponist Gustav Holst war sein Großneffe.
Die überwiegende Zahl seiner Zeichnungen und Gemälde thematisieren Figuren und Szenen aus bekannten literarischen Werken. Sein bekanntestes Gemälde „die Braut“ („The Bride“) malte der Maler in drei Versionen. Das Gemälde „der Wunsch“ diente Rossetti als Grundlage für ein Gedicht. Zu seinen Lebzeiten fand sein Werk zwar Anerkennung bei seinen Malerkollegen, nicht jedoch in der breiten Londoner Öffentlichkeit.